# Kapoktræ-slægten
Kapoktræ-slægten (Ceiba) er udbredt med arter i Vestafrika, på Bahamaøerne, i Caribien, Mellem- og Sydamerika samt Sydøstasien. Nylige botaniske undersøgelser viser, at slægten Chorisia skal indordnes i denne slægt, sådan at antallet af arter ligger omkring 20. Det er store stedsegrønne træer med høje grenløse stammer og skærmagtige kroner. Arterne har ofte kraftigt udviklede 'brætrødder'.
Nedenfor nævnes kun den ene art af kapoktræ, som har haft økonomisk betydning i Danmark, nemlig som fyld i madrasser og puder.
Under besættelsen, hvor Danmark var afskåret fra at importere kapok, høstede man nogle steder dunhammer og brugte dette naturmateriale som erstatning for kapok. I dag har kapok fået en renæssance som fyld i økologiske og allergivenlige dyner, puder og madrasser.
| Arter |

- Kapoktræ (Ceiba pentandra).